# Hiekeia
Hiekeia is een kevergeslacht uit de familie van de boktorren (Cerambycidae). De wetenschappelijke naam van het geslacht werd voor het eerst geldig gepubliceerd in 1964 door Breuning.

## Soorten
Hiekeia is monotypisch en omvat slechts de volgende soort:
- Hiekeia pedunculata Breuning, 1964